# 站南街道 (渭南市)
站南街道，是中华人民共和国陕西省渭南市临渭区下辖的一个乡镇级行政单位。

## 行政区划
站南街道下辖以下地区：
秦东社区、渭南师院社区、西电社区、铁路鑫苑社区、四号社区、秦牛社区、红旗社区、佳苑社区、渭南职专社区、朝阳社区、贠张社区、高田村、韩马村和李家堡村。